# Nolisair
Nolisair era uma empresa canadense, a empresa-mãe da Nationair, uma companhia aérea canadense e da Technair, uma empresa de manutenção de aeronaves. A empresa era de propriedade de Robert Obadia. A sede estava localizada no Edifício Nationair na propriedade do Aeroporto Internacional de Montréal-Mirabel em Mirabel, Quebec.

## Nationair

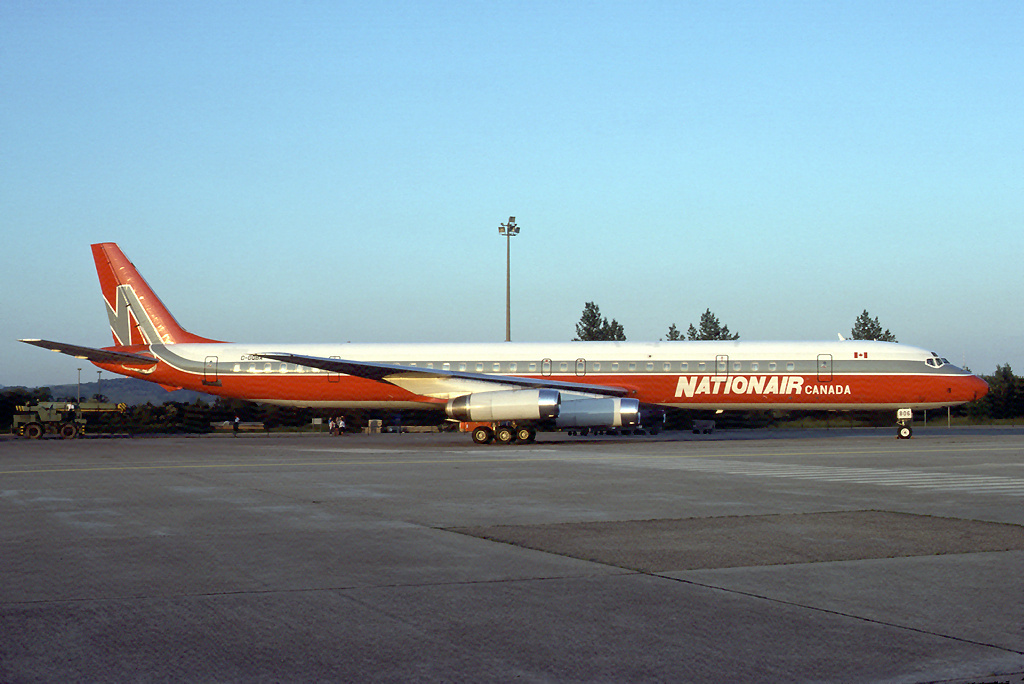
Um Douglas DC-8-63 da Nationair em 1987

A Nationair funcionou entre o final da década de 80 e no início dos anos 90 a partir de bases em Montreal e Toronto, com bases sazonais na Cidade de Quebec, bem como voos de Hamilton, Ontário para Londres, Inglaterra. Em um ponto, a Nationair era a terceira maior companhia aérea do Canadá, depois da Air Canada e da Canadian Airlines.
Destinos durante os meses de inverno consistiam principalmente em destinos solares na Flórida, no Caribe, no México e na América do Sul. Os destinos de verão incluíam Vancouver e Calgary, mas tiveram uma grande ênfase nos destinos europeus - principalmente na Inglaterra, na Escócia, em Portugal e na França. A companhia aérea também teve um serviço agendado durante todo o ano entre Montreal e Bruxelas, Bélgica, servindo a rota até ao dia.

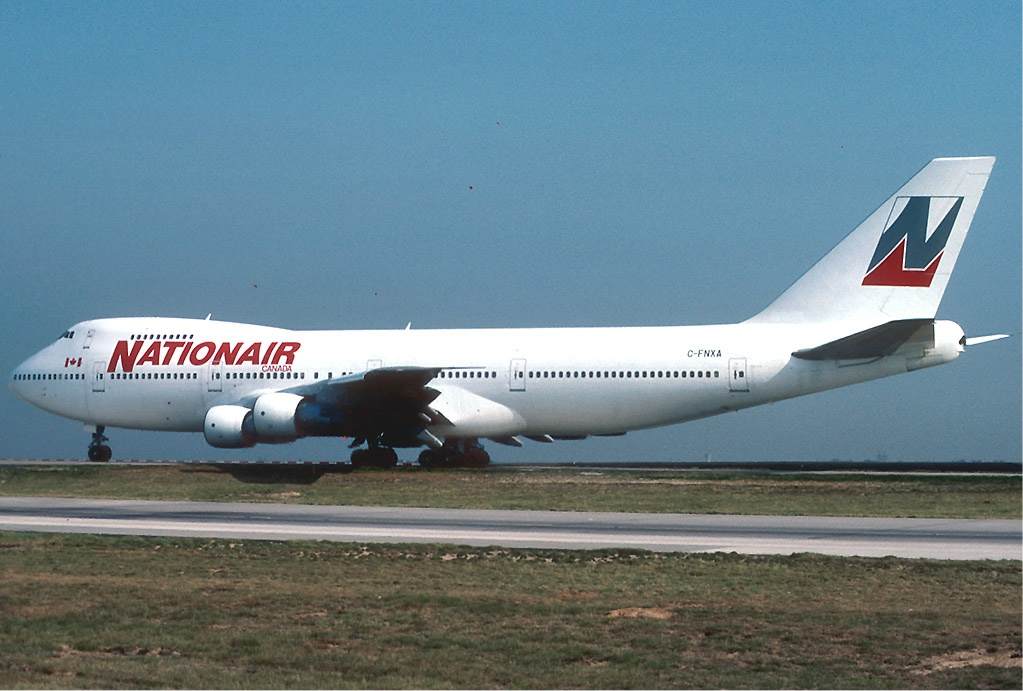
Um Boeing 747-200 da Nationair no Aeroporto Internacional Charles de Gaulle em Abril de 1990.

A companhia aérea tentou continuar com os voos agendados da Air Canada e da Canadian Airlines International entre Toronto e Montreal, oferecendo tarifas baratas e condições flexíveis de emissão de bilhetes. O serviço agendado foi bastante curto.
Durante os períodos de ombro e, para maximizar o uso de suas aeronaves, a Nationair fez vários subcontratos. Isso às vezes, mas nem sempre inclui serviço de bordo também. Isso permitiu que as aeronaves da Nationair viajassem no Oriente Médio durante a corrida à Guerra do Golfo fazendo evacuações, trabalhando para as tropas em movimento das Nações Unidas na Namíbia, além de voos para a Nigeria Airways em 1991, em que um voo terminou em desastre.
O Nationair também fez vários voos charters para companhias aéreas como Hispania Líneas Aéreas, Garuda Indonesia, Union des Transports Aériens (UTA) e LTU International (LTU). A Nationair tinha operado alguns vôos para a UTA em 1989 durante o período em que o voo UTA 772 foi destruído.

## A Nationair no Brasil
A Nationair já esteve no Brasil, fazia voos para o Aeroporto Internacional do Recife e no Aeroporto Internacional do Galeão entre 1986 e 1988. Mas por decisão da agência de turismo, cancelou os voos.

## Falência
O acidente acontecido em Jedá, combinado com a pouca reputação da Nationair para o serviço no tempo e problemas mecânicos, causou sérios problemas com a imagem pública e a confiabilidade entre os operadores turísticos. Essas dificuldades foram agravadas quando a Nationair bloqueou seus agentes de voo sindicalizados e procedeu a substituí-los por queimadores de greve em 19 de novembro de 1991. O bloqueio durou 15 meses e, no momento em que terminou no início de 1993, a Nationair encontrou-se em graves problemas financeiros e arquivou. Para proteção de falência.
A empresa fechou as portas na primavera de 1993, depois que descobriu que devia ao governo milhões de dólares em taxas de pouso não remuneradas. Os credores começaram a apanhar aviões e exigiram dinheiro pela frente para serviços.
A empresa foi declarada falida em maio de 1993, devendo 75 milhões de dólares canadenses. Em 1997, Robert Obadia se declarou culpado de oito acusações de fraude em relação às atividades da empresa.

## Frota
| Aeronave         | Quantidade |
| ---------------- | ---------- |
| Douglas DC-8-61F | 4          |
| Douglas DC-8-62F | 2          |
| Douglas DC-8-63  | 2          |
| Boeing 747-100   | 6          |
| Boeing 747-200   | 4          |
| Boeing 757-200   | 10         |

## Acidentes e incidentes

### Voo 2120
A Nationair operou uma série de subcontratos em todo o mundo, incluindo para a Nigeria Airways. O voo 2120, que caiu em Jidá, na Arábia Saudita, em 11 de julho de 1991, matando todos as 261 pessoas a bordo, incluindo 14 tripulações canadenses. Foi e continua sendo o pior desastre da aviação envolvendo uma companhia aérea canadense e um Douglas DC-8.
A causa do acidente foi encontrado como pneus sobreaquecidos, que por sua vez causaram que os pneus sobreaquecidos travassem fogo e a falha de sistemas hidráulicos e eventual destruição em voo da aeronave sem ter feito um pouso de emergência.
A segurança da companhia aérea muitas vezes foi questionada, mas o presidente Robert Obadia negou veementemente as acusações. Eventualmente, seria descoberto que a companhia aérea freqüentemente voava aeronaves que não eram dignas de sinalização, e que a Transport Canada sabia disso, mas não fazia nada sobre isso, "perdendo" uma revisão de segurança que lançou a companhia aérea em uma luz negativa. Foi mais tarde que descobriu que a aeronave que caiu na Arábia Saudita não era aeronavegável por vários dias antes do acidente, e essa equipe tinha documentação alterada para que o voo comuta em 11 de julho de 1991.
No momento em que foi divulgada publicamente que a causa do acidente, causou negligência por parte da empresa, já havia desaparecido há vários anos.

## Ligações Externas
- Nationair History on the Web
- Fleet and Code information